# Asystel Volley 2007-2008
Questa voce raccoglie le informazioni riguardanti l'Asystel Volley nelle competizioni ufficiali della stagione 2007-2008.

## Stagione
La stagione 2007-08 è per l'Asystel Volley la quinta consecutiva in Serie A1; la scelta dell'allenatore cade su Dejan Brđović sostituito poi a campionato in corso da Luciano Pedullà: la rosa invece rimane in buona parte invariata, con le conferme di Nataša Osmokrović, Sara Anzanello, Paola Cardullo, Katarzyna Skowrońska e Sanja Popović. Tra gli acquisti si segnalano quelli di Lindsey Berg, Valeska Menezes, Anna Vania Mello, Paola Paggi e Ogonna Nnamani, quest'ultima arrivata a stagione in corso, mentre tra le cessioni quelle di Taismary Agüero, Bahar Mert, Anja Spasojević e Anita Filipovics.
Il campionato si apre con tre vittorie consecutive: la prima sconfitta arriva alla quarta giornata ad opera del Santeramo Sport; dopo la vittoria sul Chieri Volley la squadra di Novara perde la sfida contro la Pallavolo Sirio Perugia, per poi aggiudicarsele tutte fino al termine del girone di andata, eccetto all'ultima giornata, quando è sconfitta dal Robursport Volley Pesaro, chiudendo al quarto posto in classifica. Il girone di ritorno è caratterizzato da un buon numero di vittorie: in nome giornate le piemontesi perdono solo contro il Sassuolo Volley e nuovamente contro il club di Perugia; la regular season si conclude con due stop di fila e la conferma del quarto posto in classifica. Nei quarti di finale dei play-off scudetto, dopo aver perso gara 1, riesce a vincere le due partite contro il Giannino Pieralisi Volley necessarie per passare al turno successivo: tuttavia la corsa al titolo di campione d'Italia si ferma alle semifinali, sconfitta in due gare dal Robursport Volley Pesaro.
Tutte le squadre partecipanti alla Serie A1 e alla Serie A2 sono di diritto qualificate alla Coppa Italia: l'Asystel Volley vince il proprio girone con quattro vittorie all'attivo e due sconfitte, qualificandosi direttamente per la Final Eight di San Lazzaro di Savena. Nei quarti di finale la sfida è contro la Futura Volley Busto Arsizio, la quale vince la partita per 3-2, eliminando il club di Novara dalla competizione.
Il primo posto in regular season e l'uscita alle semifinali nella Serie A1 2006-07 consentono all'Asystel Volley di partecipare alla Champions League; la vittoria nella fase a gironi consente la qualificazione alla fase a eliminazione diretta: nei play-off a dodici vince la gara di andata per 3-0 contro l'Eczacıbaşı Spor Kulübü, ma perde quella di ritorno per 3-1, accedendo al turno successivo per un miglior quoziente set. Lo stesso avviene nei play-off a 6, quando ad essere eliminato è il Volleyballclub Voléro Zürich; nella Final Four di Murcia, nelle semifinali, il club di Novara viene sconfitto dalla Pallavolo Sirio Perugia nel derby italiano: vince poi la finale per il terzo posto ai danni delle padrone di casa del Club Atlético Voleibol Murcia 2005.

## Organigramma societario
Area direttiva
- Presidente: Antonio Caserta

Area tecnica
- Allenatore: Dejan Brđović (fino al 7 aprile 2008), Luciano Pedullà (dall'8 aprile 2008)
- Allenatore in seconda: Luca Chiappini (fino al 7 aprile 2008), Daniele Adami (dall'8 aprile 2008)
- Scout man: Gianluca Russo

Area sanitaria
- Medico: Stefania Valenza
- Preparatore atletico: Alessandro Orlando
- Fisioterapista: Marco Tonerini

## Rosa
| N° | Nome                    | Ruolo | Data di nascita  | Nazionalità sportiva |
| -- | ----------------------- | ----- | ---------------- | -------------------- |
| 1  | Sara Anzanello          | C     | 30 luglio 1980   | Italia               |
| 2  | Katarzyna Skowrońska    | S/O   | 30 giugno 1983   | Polonia              |
| 3  | Cristina Barcellini     | S     | 20 novembre 1986 | Italia               |
| 4  | Lindsey Berg            | P     | 16 luglio 1980   | Stati Uniti          |
| 5  | Moana Ballarini         | L     | 16 luglio 1987   | Italia               |
| 6  | Paola Paggi             | C     | 6 dicembre 1976  | Italia               |
| 7  | Lulama Musti De Gennaro | C     | 21 gennaio 1983  | Italia               |
| 8  | Valeska Menezes         | S     | 23 aprile 1976   | Brasile              |
| 9  | Ogonna Nnamani          | S/O   | 29 luglio 1983   | Stati Uniti          |
| 9  | Letizia Camera          | P     | 1º ottobre 1992  | Italia               |
| 10 | Paola Cardullo          | L     | 18 marzo 1982    | Italia               |
| 10 | Valentina Salvia        | C     | 27 febbraio 1990 | Italia               |
| 11 | Sanja Popović           | S/O   | 31 maggio 1984   | Croazia              |
| 12 | Marta Bechis            | P     | 4 settembre 1989 | Italia               |
| 13 | Nataša Osmokrović       | S     | 27 maggio 1976   | Croazia              |
| 14 | Monica Corbellini       | P     | 21 maggio 1988   | Italia               |
| 16 | Gilda Lombardo          | S     | 2 luglio 1989    | Italia               |
| 16 | Anna Vania Mello        | C     | 27 febbraio 1979 | Italia               |

## Mercato
| Acquisti | Acquisti                | Acquisti          | Acquisti   |
| R.       | Nome                    | da                | Modalità   |
| -------- | ----------------------- | ----------------- | ---------- |
| P        | Lindsey Berg            | Robursport Pesaro | definitivo |
| P        | Letizia Camera          | giovanili         | definitivo |
| S        | Valeska Menezes         | Finasa            | definitivo |
| C        | Anna Vania Mello        | inattiva          | definitivo |
| C        | Lulama Musti De Gennaro | Virtus Roma       | definitivo |
| S/O      | Ogonna Nnamani          | Voléro Zurigo     | definitivo |
| C        | Paola Paggi             | Bergamo           | definitivo |
| C        | Valentina Salvia        | giovanili         | definitivo |

| Cessioni | Cessioni                | Cessioni           | Cessioni   |
| R.       | Nome                    | a                  | Modalità   |
| -------- | ----------------------- | ------------------ | ---------- |
| P        | Taismary Agüero         | Türk Telekom       | definitivo |
| P        | Cristina Carravieri     | Team Volley        | definitivo |
| S        | Viola Cecioni           | ?                  | definitivo |
| C        | Maria Luisa Elli        | Junior Casale      | definitivo |
| C        | Lulama Musti De Gennaro | Forlì              | definitivo |
| C        | Anita Filipovics        | Brunelli           | definitivo |
| C        | Elena Mainini           | Pallavolo Galliate | definitivo |
| P        | Bahar Mert              | Türk Telekom       | definitivo |
| C        | Valentina Salvia        | giovanili          | definitivo |
| S        | Anja Spasojević         | Voléro Zurigo      | definitivo |
| C        | Elena Ubezio            | Pool Carnago       | definitivo |

## Risultati

### Serie A1

#### Girone di andata
| 1ª giornata - 7 ottobre 2007 PalaDalLago, Novara                    | Asystel           | 3 - 0 | Vicenza            | 25-18, 25-21, 25-22               |
| 2ª giornata - 10 ottobre 2007 PalaPaganelli, Sassuolo               | Sassuolo          | 1 - 3 | Asystel            | 22-25, 25-22, 21-25, 23-25        |
| 3ª giornata - 14 ottobre 2007 PalaDalLago, Novara                   | Asystel           | 3 - 0 | Forlì              | 25-16, 25-14, 25-18               |
| 4ª giornata - 17 ottobre 2007 PalaCooper, Santeramo in Colle        | Santeramo         | 3 - 2 | Asystel            | 25-20, 22-25, 25-21, 11-25, 15-13 |
| 5ª giornata - 25 novembre 2007 PalaDalLago, Novara                  | Asystel           | 3 - 0 | Chieri             | 25-23, 25-21, 25-18               |
| 6ª giornata - 2 dicembre 2007 PalaEvangelisti, Perugia              | Sirio Perugia     | 3 - 1 | Asystel            | 22-25, 25-21, 25-23, 25-17        |
| 7ª giornata - 9 dicembre 2007 PalaDalLago, Novara                   | Asystel           | 3 - 0 | Giannino Pieralisi | 25-17, 25-23, 25-21               |
| 8ª giornata - 16 dicembre 2007 PalaDalLago, Novara                  | Asystel           | 3 - 1 | Altamura           | 20-25, 25-10, 25-18, 25-18        |
| 9ª giornata - 22 dicembre 2007 PalaYamamay, Busto Arsizio           | Busto Arsizio     | 1 - 3 | Asystel            | 25-21, 24-26, 23-25, 21-25        |
| 10ª giornata - 26 dicembre 2007 PalaDalLago, Novara                 | Asystel           | 3 - 2 | Bergamo            | 25-22, 15-25, 25-21, 22-25, 15-8  |
| 11ª giornata - 29 dicembre 2007 PalaDionigi, Sant'Angelo in Lizzola | Robursport Pesaro | 3 - 0 | Asystel            | 25-22, 25-20, 25-18               |

#### Girone di ritorno
| 12ª giornata - 27 gennaio 2008 PalaRuggi, Imola       | Vicenza            | 2 - 3 | Asystel           | 25-18, 26-24, 21-25, 15-25, 7-15  |
| 13ª giornata - 3 febbraio 2008 PalaDalLago, Novara    | Asystel            | 0 - 3 | Sassuolo          | 23-25, 19-25, 19-25               |
| 14ª giornata - 6 febbraio 2008 PalaGalassi, Forlì     | Forlì              | 2 - 3 | Asystel           | 25-16, 17-25, 15-25, 25-22, 11-15 |
| 15ª giornata - 10 febbraio 2008 PalaDalLago, Novara   | Asystel            | 3 - 2 | Santeramo         | 39-37, 16-25, 25-9, 23-25, 15-12  |
| 16ª giornata - 17 febbraio 2008 PalaMaddalene, Chieri | Chieri             | 0 - 3 | Asystel           | 21-25, 19-25, 20-25               |
| 17ª giornata - 24 febbraio 2008 PalaDalLago, Novara   | Asystel            | 0 - 3 | Sirio Perugia     | 22-25, 21-25, 22-25               |
| 18ª giornata - 1º marzo 2008 PalaTriccoli, Jesi       | Giannino Pieralisi | 0 - 3 | Asystel           | 18-25, 27-29, 26-28               |
| 19ª giornata - 9 marzo 2008 PalaBaldassarra, Altamura | Altamura           | 0 - 3 | Asystel           | 21-25, 20-25, 13-25               |
| 20ª giornata - 16 marzo 2008 PalaDalLago, Novara      | Asystel            | 3 - 0 | Busto Arsizio     | 25-21, 30-28, 25-18               |
| 21ª giornata - 22 marzo 2008 PalaNorda, Bergamo       | Bergamo            | 3 - 2 | Asystel           | 25-15, 19-25, 25-23, 26-28, 15-11 |
| 22ª giornata - 1º aprile 2008 PalaDalLago, Novara     | Asystel            | 2 - 3 | Robursport Pesaro | 25-23, 23-25, 25-23, 21-25, 11-15 |

#### Play-off scudetto
| Quarti di finale (gara 1) - 10 aprile 2008 PalaTriccoli, Jesi       | Giannino Pieralisi | 3 - 1 | Asystel            | 25-22, 21-25, 25-18, 25-19 |
| Quarti di finale (gara 2) - 12 aprile 2008 PalaDalLago, Novara      | Asystel            | 3 - 0 | Giannino Pieralisi | 25-26, 25-19, 25-16        |
| Quarti di finale (gara 3) - 14 aprile 2008 PalaDalLago, Novara      | Asystel            | 3 - 1 | Giannino Pieralisi | 25-22, 25-20, 26-28, 25-16 |
| Semifinali (gara 1) - 17 aprile 2008 PalaDalLago, Novara            | Asystel            | 1 - 3 | Robursport Pesaro  | 25-23, 13-25, 21-25, 14-25 |
| Semifinali (gara 2) - 19 aprile 2008 Palazzetto dello Sport, Pesaro | Robursport Pesaro  | 3 - 1 | Asystel            | 25-22, 25-19, 24-26, 25-22 |

### Coppa Italia

#### Fase a gironi
| 1ª giornata - 21 ottobre 2007 PalaDalLago, Novara                     | Asystel         | 2 - 3 | Brunelli        | 19-25, 22-25, 25-22, 28-26, 12-15 |
| 2ª giornata - 24 ottobre 2007 PalaDalLago, Novara                     | Asystel         | 3 - 1 | Ostiano         | 25-22, 18-25, 25-22, 25-18        |
| 3ª giornata - 28 ottobre 2007 Palasport Giovanni Paolo II, Conegliano | Spes Conegliano | 3 - 1 | Asystel         | 15-25, 25-20, 25-13, 25-23        |
| 4ª giornata - 4 novembre 2007 Palasport Comunale, Curtatone           | Ostiano         | 2 - 3 | Asystel         | 25-17, 25-22, 23-25, 20-25, 14-16 |
| 5ª giornata - 11 novembre 2007 PalaDalLago, Novara                    | Asystel         | 3 - 0 | Spes Conegliano | 25-21, 25-15, 25-17               |
| 6ª giornata - 18 novembre 2007 Palazzetto dello Sport, Nocera Umbra   | Brunelli        | 0 - 3 | Asystel         | 21-25, 22-25, 17-25               |

#### Fase a eliminazione diretta
| Quarti di finale - 28 marzo 2008 PalaSavena, San Lazzaro di Savena | Asystel | 2 - 3 | Busto Arsizio | 25-21, 20-25, 25-19, 24-26, 8-15 |

### Champions League

#### Fase a gironi
| 1ª giornata - 28 novembre 2007 Selim Sirri Tarcan Spor Salonu, Ankara | Türk Telekom   | 0 - 3 | Asystel        | 23-25, 15-25, 17-25        |
| 2ª giornata - 5 dicembre 2007 PalaDalLago, Novara                     | Asystel        | 3 - 1 | Voléro Zurigo  | 27-25, 25-20, 27-29, 25-18 |
| 3ª giornata - 12 dicembre 2007 Palais des Sports, Mulhouse            | ASPTT Mulhouse | 0 - 3 | Asystel        | 24-26, 21-25, 17-25        |
| 4ª giornata - 19 dicembre 2007 PalaDalLago, Novara                    | Asystel        | 3 - 0 | ASPTT Mulhouse | 25-15, 25-18, 25-16        |
| 5ª giornata - 23 gennaio 2008 Saalsporthalle, Zurigo                  | Voléro Zurigo  | 3 - 1 | Asystel        | 25-20, 25-18, 18-25, 25-23 |
| 6ª giornata - 29 gennaio 2008 PalaDalLago, Novara                     | Asystel        | 3 - 0 | Türk Telekom   | 31-29, 26-24, 25-21        |

#### Fase a eliminazione diretta
| Play-off a 12 (andata) - 12 febbraio 2008 PalaDalLago, Novara               | Asystel       | 3 - 0 | Eczacıbaşı    | 33-31, 25-19, 25-21               |
| Play-off a 12 (ritorno) - 21 febbraio 2008 Eczacıbaşı Spor Salonu, Istanbul | Eczacıbaşı    | 3 - 1 | Asystel       | 13-25, 25-17, 25-19, 25-21        |
| Play-off a 6 (andata) - 5 marzo 2008 PalaDalLago, Novara                    | Asystel       | 3 - 0 | Voléro Zurigo | 25-23, 25-23, 25-21               |
| Play-off a 6 (ritorno) - 12 marzo 2008 Saalsporthalle, Zurigo               | Voléro Zurigo | 3 - 2 | Asystel       | 23-25, 21-25, 25-20, 25-20, 15-11 |
| Semifinali - 5 aprile 2008 Pabellón Príncipe de Asturias, Murcia            | Sirio Perugia | 3 - 2 | Asystel       | 25-22, 20-25, 25-17, 23-25, 15-12 |
| Finale 3º posto - 6 aprile 2008 Pabellón Príncipe de Asturias, Murcia       | CAV Murcia    | 2 - 3 | Asystel       | 27-29, 25-22, 27-25, 25-27, 11-15 |

## Statistiche

### Statistiche di squadra
| Competizione     | Punti | In casa | In casa | In casa | In trasferta | In trasferta | In trasferta | Totale | Totale | Totale |
| Competizione     | Punti | G       | V       | P       | G            | V            | P            | G      | V      | P      |
| ---------------- | ----- | ------- | ------- | ------- | ------------ | ------------ | ------------ | ------ | ------ | ------ |
| Serie A1         | 44    | 14      | 10      | 4       | 13           | 7            | 6            | 27     | 17     | 10     |
| Coppa Italia     | 12    | 3       | 2       | 1       | 3            | 2            | 1            | 7      | 4      | 3      |
| Champions League | 11    | 5       | 5       | 0       | 5            | 2            | 3            | 12     | 8      | 4      |
| Totale           | -     | 22      | 17      | 5       | 21           | 11           | 10           | 45     | 29     | 17     |

G = partite giocate; V = partite vinte; P = partite perse

### Statistiche dei giocatori
| S. Anzanello        | 26 | 272 | 197 | 58 | 16 | Statistiche assenti | Statistiche assenti | Statistiche assenti |
| M. Ballarini        | 6  | 0   | 0   | 0  | 0  | Statistiche assenti | Statistiche assenti | Statistiche assenti |
| C. Barcellini       | 23 | 106 | 89  | 13 | 4  | Statistiche assenti | Statistiche assenti | Statistiche assenti |
| M. Bechis           | 5  | 3   | 1   | 1  | 1  | Statistiche assenti | Statistiche assenti | Statistiche assenti |
| L. Berg             | 26 | 48  | 20  | 11 | 17 | Statistiche assenti | Statistiche assenti | Statistiche assenti |
| L. Camera           | -  | -   | -   | -  | -  | Statistiche assenti | Statistiche assenti | Statistiche assenti |
| P. Cardullo         | 24 | 0   | 0   | 0  | 0  | Statistiche assenti | Statistiche assenti | Statistiche assenti |
| M. Corbellini       | 4  | 1   | 0   | 1  | 0  | Statistiche assenti | Statistiche assenti | Statistiche assenti |
| G. Lombardo         | -  | -   | -   | -  | -  | Statistiche assenti | Statistiche assenti | Statistiche assenti |
| A. Mello            | 20 | 79  | 43  | 30 | 6  | Statistiche assenti | Statistiche assenti | Statistiche assenti |
| V. Menezes          | 25 | 192 | 152 | 36 | 4  | Statistiche assenti | Statistiche assenti | Statistiche assenti |
| L. Musti De Gennaro | 5  | 1   | 0   | 0  | 1  | Statistiche assenti | Statistiche assenti | Statistiche assenti |
| O. Nnamani          | 13 | 27  | 26  | 0  | 1  | Statistiche assenti | Statistiche assenti | Statistiche assenti |
| N. Osmokrović       | 24 | 350 | 310 | 36 | 4  | Statistiche assenti | Statistiche assenti | Statistiche assenti |
| P. Paggi            | 23 | 184 | 118 | 65 | 4  | Statistiche assenti | Statistiche assenti | Statistiche assenti |
| S. Popović          | 23 | 40  | 34  | 3  | 3  | Statistiche assenti | Statistiche assenti | Statistiche assenti |
| V. Salvia           | -  | -   | -   | -  | -  | Statistiche assenti | Statistiche assenti | Statistiche assenti |
| K. Skowrońska       | 27 | 504 | 434 | 37 | 33 | Statistiche assenti | Statistiche assenti | Statistiche assenti |

P = presenze; PT = punti totali; AV = attacchi vincenti; MV = muri vincenti; BV = battute vincenti